# Gerhard Vater
Gerhard Vater (* 8. Mai 1924 in Dortmund; † 27. Dezember 1982) war ein deutscher Gewerkschafter.

## Leben und Beruf
Vater wuchs in einer Arbeiterfamilie auf. Er absolvierte die Lehre zum Tischler und legte die Gesellenprüfung ab, zog danach jedoch als Soldat in den Zweiten Weltkrieg und geriet in Kriegsgefangenschaft. Nach der Entlassung kehrte er in den erlernten Beruf zurück.

## Gewerkschaft
Vater trat der Gewerkschaft Holz bei, als diese eine Verwaltungsstelle in Dortmund errichtete. Im Alter von 22 Jahren wurde er Vorsitzender des Betriebsrats eines Baugeschäfts. Innerhalb der Gewerkschaft nahm er verschiedene Ehrenämter wahr, zum 1. Juli 1949 übernahm er die Geschäftsführung der Verwaltungsstelle in Dortmund. Später war er Bezirksleiter für Nordrhein-Westfalen.
1957 wurde Vater zum zweiten Gewerkschaftsvorsitzenden gewählt. Nach dem Rücktritt des bisherigen Vorsitzenden Heinz Seeger übernahm er zunächst kommissarisch den Vorsitz, 1960 wurde er offiziell zum Vorsitzenden der Gewerkschaft Holz gewählt, welche 1966 in Gewerkschaft Holz und Kunststoff umbenannt wurde.
1977 schied Vater, nach knapp zwei Jahrzehnten an der Spitze, aus der Gewerkschaft aus und wechselte in den Geschäftsführenden Bundesvorstand des DGB. Als Nachfolger des ausgeschiedenen Alfons Lappas war er dort für Finanzen zuständig. Daneben war er Vorsitzender des Beirats des Bund-Verlags.
Vater war Mitglied der SPD.

## Ehrungen
1976 erhielt Vater das Bundesverdienstkreuz 1. Klasse, 1980 das Große Bundesverdienstkreuz.